# Света Варвара (Лин)
„Света Варвара“ (на албански: Kisha e Shën Varvarës) е православна църква в Албания, в поградечкото гранично село Лин.

## Местоположение
Църквата е издигната в западната част на Линския полуостров.

## Архитектура
В архитектурно отношение е трикорабна базилика с по-висок среден кораб.

## История
Църквата е издигната в края на XIX век.
Автор на иконостаса, владишкия трон и амвона в църквата в Лин е дебърският майстор Тодор Петков (1886 – 1887).